# Misioneros de la Realeza de Cristo
Misioneros de la Realeza de Nuestro Señor Jesucristo es un instituto secular masculino laical, de derecho pontificio, fundado por Agostino Gemelli, el 20 de agosto de 1928, en Milán, Italia, con el fin de consagrarse a Dios, manteniendo la vida laical (sin votos religiosos ni vida en comunidad). A los miembros de este instituto se les conoce como Misioneros de la Realeza de Cristo.

## Historia

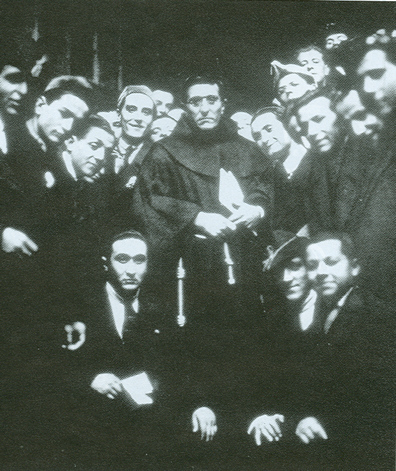
Agostino Gemelli (1878-1959), fundador del instituto, con unos estudiantes de la Universidad Católica del Sagrado Corazón.

Luego de haber fundado en 1919, junto a la laica italiana Armida Barelli, el Instituto de las Misioneras de la Realeza de Cristo, Agostino Gemelli, religioso franciscano fundó el 20 de agosto de 1928, la rama masculina del instituto, dando vida a los Misioneros de la Realeza de Cristo, con once laicos profesores. El ideal era colocar a los nuevos miembros del instituto al servicio de la Universidad Católica del Sagrado Corazón de Milán. Entre los primeros miembros del grupo, resalta la figura de Giorgio La Pira, profesor y alcalde de Florencia.
Como en la Iglesia católica no existía un encuadramiento de sus estructuras una consagración que no fuese religiosa, fueron asociados primero como terciarios franciscanos, y luego como una Pía Asociación de Fieles, hasta que en 1947, con la aprobación de los institutos seculares en la Iglesia adquirieron el título de Instituto secular de derecho diocesano. Fue en 1997 cuando recibieron la aprobación pontificia.
Gemelli fundó también, en 1945, el Instituto secular de los Sacerdotes Misioneros de la Realeza de Cristo. Afín a las misioneras y misioneros laicos, pero todos independientes. Cada instituto bebe de la espiritualidad franciscanas, orden religiosa a la que pertenecía el fundador.

## Estructura y presencias
Al instituto pertenecen hombres de las distintas profesiones y clases sociales, casados y célibes, consagrados a Dios, obreros, artesanos, campesinos, dirigentes, profesores, educadores, políticos y sindicalistas. En sus estados de vida se consagran con los consejos evangélicos, viviendo como laicos entre laicos. Las formas de pastoral son de elección personal. A nivel general el instituto está bajo el gobierno de un presidente general, pero está solo da consejos y no mandatos, su papel es mantener la unidad de la comunión. La sede central se encuentra en Milán.